# San Gregorio de Polanco
San Gregorio de Polanco és una localitat de l'Uruguai.

## Geografia
Es troba al sud del departament de Tacuarembó, a la riba dreta del Río Negro.

## Població
L'any 1996 hi havia 3.101 habitants. D'acord amb les dades del cens del 2004, la població de San Gregorio de Polanco era de 3.673 persones. Això la converteix en la tercera localitat més gran del departament.